# فهرست آثار ملی استان بوشهر
استان بوشهر تا اردیبهشت سال ۹۷ دارای ۲۸۷ اثر ثبت شده ملی است.
- شهرستان بوشهر ۱۱۱ اثر
- شهرستان دشتستان ۷۳ اثر
- شهرستان دیلم ۵ اثر
- شهرستان گناوه ۱۱ اثر
- شهرستان تنگستان ۵ اثر
- شهرستان دشتی ۱۳ اثر
- شهرستان دیر ۱۴ اثر
- شهرستان کنگان ۲۷ اثر
- شهرستان عسلویه ۸ اثر
- شهرستان جم ۲۰ اثر

## فهرست آثار ملی ثبت شده
فهرست آثار ملی ثبت شده استان بوشهر:
| ردیف | عکس | نام شهرستان | اثر                                            | نام قدمت‌ها                         | شماره ثبت | تاریخ ثبت  |
| ---- | --- | ----------- | ---------------------------------------------- | ---------------------------------- | --------- | ---------- |
| ۱    |     | بوشهر       | ریشهر قدیم                                     | ایلامی                             | ۱۲        | ۱۳۱۰/۰۶/۲۴ |
| ۲    |     | کنگان       | منطقه باستانی سیراف                            | ساسانی-اسلامی                      | ۱۳۴۸      | ۱۳۵۵/۱۲/۰۲ |
| ۳    |     | بوشهر       | خانه قاضی                                      | زندیه                              | ۱۶۲۴      | ۱۳۴۶/۰۱/۲۳ |
| ۴    |     | دشتستان     | دژ برازجان                                     | قاجاریه                            | ۱۶۳۸      | ۱۳۶۲/۱۰/۰۴ |
| ۵    |     | دشتستان     | گور دختر                                       | هخامنشی                            | ۱۸۹۷      | ۱۳۷۶/۰۵/۱۱ |
| ۶    |     | تنگستان     | خانه رئیس علی دلواری                           | قاجاریه                            | ۱۹۴۳      | ۱۳۷۶/۰۹/۱۶ |
| ۷    |     | بوشهر       | تپه گورستان شغاب                               | هزاره ۱ ق. م                       | ۲۰۱۶      | ۱۳۷۷/۰۱/۱۹ |
| ۸    |     | دیر         | مسجد بردستان                                   | سده اولیه اسلامی                   | ۲۰۶۰      | ۱۳۷۷/۰۴/۲۹ |
| ۹    |     | دشتستان     | کاروانسرای دالکی                               | قاجاریه                            | ۲۰۸۳      | ۱۳۷۷/۰۵/۱۱ |
| ۱۰   |     | دشتی        | نیایشگاه مند                                   | اشکانی (پارت)-ساسانی               | ۲۰۹۵      | ۱۳۷۷/۰۴/۲۷ |
| ۱۱   |     | تنگستان     | قلعه زائر خضر خان اهرمی (تنگستانی) ـ کلات اهرم | اواخر قاجار                        | ۲۰۹۸      | ۱۳۷۷/۰۵/۲۷ |
| ۱۲   |     | بوشهر       | امامزاده عبدالمهیمن                            | قاجاریه                            | ۲۱۷۴      | ۱۳۷۷/۰۹/۱۷ |
| ۱۳   |     | بوشهر       | عمارت ملک بوشهر                                | اواخر قاجار                        | ۲۱۸۴      | ۱۳۷۷/۰۹/۱۷ |
| ۱۴   |     | بوشهر       | بنای کلیسا                                     | ساسانی                             | ۲۲۰۴      | ۱۳۷۷/۰۹/۱۶ |
| ۱۵   |     | بوشهر       | بقعه میر محمد                                  | قرن ۹ هـ. ق                        | ۲۲۰۵      | ۱۳۷۷/۰۹/۱۶ |
| ۱۶   |     | بوشهر       | مسجد و قبور پالمیریان                          | ساسانی                             | ۲۲۰۶      | ۱۳۷۷/۱۰/۲۷ |
| ۱۷   |     | بوشهر       | عمارت گلشن                                     | قاجاریه                            | ۲۲۱۰      | ۱۳۷۷/۱۲/۰۳ |
| ۱۸   |     | بوشهر       | عمارت طبیب                                     | قاجاریه                            | ۲۲۵۳      | ۱۳۷۷/۱۰/۲۷ |
| ۱۹   |     | بوشهر       | مجموعه حاج رئیس                                | قاجاریه                            | ۲۳۰۶      | ۱۳۷۷/۱۱/۲۶ |
| ۲۰   |     | بوشهر       | عمارت امیریه                                   | قاجاریه                            | ۲۳۱۹      | ۱۳۷۸/۰۲/۱۹ |
| ۲۱   |     | بوشهر       | بافت تاریخی شهر بوشهر                          | افشاریه                            | ۲۳۶۰      | ۱۳۷۸/۰۴/۲۹ |
| ۲۲   |     | دشتی        | عمارت شیرینه                                   | قاجاریه                            | ۲۳۹۶      | ۱۳۷۸/۰۶/۰۲ |
| ۲۳   |     | بوشهر       | عمارت دهدشتی                                   | قاجاریه                            | ۲۴۱۸      | ۱۳۷۸/۰۶/۳۰ |
| ۲۴   |     | دشتستان     | پل مشیر                                        | قاجاریه-پهلوی اول                  | ۲۵۴۶      | ۱۳۷۸/۱۰/۰۸ |
| ۲۵   |     | گناوه       | امامزاده سلیمان بن علی                         | صفویه-قاجاریه                      | ۲۵۷۶      | ۱۳۷۸/۱۱/۱۱ |
| ۲۶   |     | بوشهر       | مدرسه سعادت                                    | قاجاریه                            | ۲۵۷۸      | ۱۳۷۸/۱۱/۱۱ |
| ۲۷   |     | بوشهر       | مدرسه گلستان                                   | قاجاریه                            | ۲۶۵۹      | ۱۳۷۸/۱۲/۲۵ |
| ۲۸   |     | گناوه       | حسینیه خان                                     | قاجاریه                            | ۲۷۰۸      | ۱۳۷۹/۰۳/۲۲ |
| ۲۹   |     | بوشهر       | تل پی تل                                       | ایلامی                             | ۲۷۷۲      | ۱۳۷۹/۰۵/۱۹ |
| ۳۰   |     | کنگان       | حمام جم                                        | قاجاریه                            | ۲۷۷۳      | ۱۳۷۹/۰۵/۱۹ |
| ۳۱   |     | بوشهر       | حمام ملک                                       | قاجاریه                            | ۲۸۴۳      | ۱۳۷۹/۰۸/۱۶ |
| ۳۲   |     | بوشهر       | مقبره شیخ حسین چاهکوتاهی                       | قاجاریه                            | ۲۸۷۸      | ۱۳۷۹/۰۹/۰۵ |
| ۳۳   |     | دیلم        | قلعه آقا خان لیراوی                            | قاجاریه                            | ۲۸۷۹      | ۱۳۷۹/۰۹/۰۵ |
| ۳۴   |     | بوشهر       | گورستان مهاجمین انگلیسی                        | قاجاریه                            | ۲۸۸۰      | ۱۳۷۹/۰۹/۰۵ |
| ۳۵   |     | دشتستان     | بقعه شیخ منصور خزاعی                           | تیموریان                           | ۲۸۸۱      | ۱۳۷۹/۰۹/۰۵ |
| ۳۶   |     | دیلم        | محوطه بندر تاریخی مه رویان                     | اسلامی                             | ۲۸۸۲      | ۱۳۷۹/۰۹/۰۵ |
| ۳۷   |     | بوشهر       | خانه مرادی                                     | قاجاریه                            | ۲۹۴۷      | ۱۳۷۹/۱۰/۲۸ |
| ۳۸   |     | بوشهر       | عمارت سبزآباد -کنسولگری انگلیس -               | قاجاریه                            | ۲۹۴۸      | ۱۳۷۹/۱۰/۲۸ |
| ۳۹   |     | دشتی        | قلعه محمد خان دشتی                             | قاجاریه                            | ۳۰۳۲      | ۱۳۷۹/۱۱/۰۳ |
| ۴۰   |     | بوشهر       | عمارت مصلحیان -کتابخانه ارشاد-                 | قاجاریه                            | ۳۰۳۸      | ۱۳۷۹/۱۲/۲۵ |
| ۴۱   |     | بوشهر       | ساختمان قند و شکر                              | اواخر قاجار                        | ۳۳۵۵      | ۱۳۷۹/۱۲/۲۵ |
| ۴۲   |     | دشتستان     | مجموعه چهل خانه                                | تاریخی                             | ۳۳۵۶      | ۱۳۷۹/۱۲/۲۵ |
| ۴۳   |     | بوشهر       | آب انبار قوام                                  | قاجاریه                            | ۳۵۱۲      | ۱۳۷۹/۱۲/۲۵ |
| ۴۴   |     | کنگان       | تپه قلعه نصوری (قلعه شیخ)                      | قاجاریه                            | ۳۵۱۳      | ۱۳۷۹/۱۲/۲۵ |
| ۴۵   |     | بوشهر       | خانه جان نثار                                  | قاجاریه                            | ۳۶۴۱      | ۱۳۷۹/۱۲/۲۵ |
| ۴۶   |     | بوشهر       | خانه سید مهدی بلادی                            | قاجاریه                            | ۳۶۴۲      | ۱۳۷۹/۱۲/۲۵ |
| ۴۷   |     | بوشهر       | عمارت گمرک -هفت بنگله -                        | قاجاریه                            | ۳۶۴۳      | ۱۳۷۹/۱۲/۲۵ |
| ۴۸   |     | دشتستان     | کوشک اردشیر                                    | ساسانی                             | ۳۸۹۰      | ۱۳۸۰/۰۳/۰۸ |
| ۴۹   |     | بوشهر       | عمارت کوتی                                     | زندیه                              | ۳۹۹۵      | ۱۳۸۰/۰۷/۱۰ |
| ۵۰   |     | دشتستان     | قلعه محمد خان دشتی                             | قاجاریه                            | ۴۰۴۰      | ۱۳۸۰/۰۷/۱۰ |
| ۵۱   |     | دشتستان     | کاخ کوروش                                      | هخامنشی                            | ۴۰۴۱      | ۱۳۸۰/۰۷/۱۰ |
| ۵۲   |     | دشتستان     | کاخ بردک سیاه                                  | هخامنشی                            | ۴۰۴۲      | ۱۳۸۰/۰۷/۱۰ |
| ۵۳   |     | دشتستان     | کاخ سنگ سیاه                                   | هخامنشی                            | ۴۰۴۳      | ۱۳۸۰/۰۷/۱۰ |
| ۵۴   |     | بوشهر       | تجارتخانه ایرانی -عمارت ایرانی -               | قاجاریه                            | ۴۰۴۴      | ۱۳۸۰/۰۷/۱۰ |
| ۵۵   |     | بوشهر       | عمارت کازرونی                                  | اوایل قاجار                        | ۴۰۴۵      | ۱۳۸۰/۰۷/۱۰ |
| ۵۶   |     | بوشهر       | مسجد جمعه                                      | صفویه                              | ۴۰۴۶      | ۱۳۸۰/۰۷/۱۰ |
| ۵۷   |     | بوشهر       | حسینیه حاج سید محمد کازرونی                    | اواخر قاجار                        | ۴۰۴۷      | ۱۳۸۰/۰۷/۱۰ |
| ۵۸   |     | دشتی        | امامزاده پیر چهل گزو                           | اسلامی                             | ۴۰۴۸      | ۱۳۸۰/۰۷/۱۰ |
| ۵۹   |     | دیر         | قلعه بردستان                                   | اسلامی                             | ۴۰۴۹      | ۱۳۸۰/۰۷/۱۰ |
| ۶۰   |     | دشتستان     | محوطه باستانی محمدآباد                         | تاریخی                             | ۴۱۹۲      | ۱۳۸۰/۰۷/۱۰ |
| ۶۱   |     | گناوه       | تپه تاریخی تل تل                               | تاریخی-قرون اولیه اسلامی           | ۴۵۴۶      | ۱۳۸۰/۱۰/۱۱ |
| ۶۲   |     | دیلم        | تپه تاریخی تل کم                               | ساسانی-اسلامی                      | ۴۵۴۷      | ۱۳۸۰/۱۰/۱۱ |
| ۶۳   |     | گناوه       | تپه تاریخی تل مهد حیدر                         | ساسانی-اسلامی                      | ۴۵۴۸      | ۱۳۸۰/۱۰/۱۱ |
| ۶۴   |     | بوشهر       | عمارت طاهری                                    | قاجاریه                            | ۴۵۴۹      | ۱۳۸۰/۱۰/۱۱ |
| ۶۵   |     | دشتستان     | تپه تل تاریخی شهید                             | هخامنشی                            | ۴۵۵۰      | ۱۳۸۰/۱۰/۱۱ |
| ۶۶   |     | تنگستان     | تپه تاریخی تل بردی                             | قاجاریه                            | ۴۵۵۱      | ۱۳۸۰/۱۰/۱۱ |
| ۶۷   |     | بوشهر       | عمارت علوی                                     | اواخر قاجار                        | ۴۷۰۴      | ۱۳۸۰/۱۰/۱۱ |
| ۶۸   |     | بوشهر       | محوطه تاریخی دستک                              | ساسانی-اسلامی                      | ۶۴۹۸      | ۱۳۸۱/۰۷/۰۷ |
| ۶۹   |     | بوشهر       | محوطه تاریخی فرهنگی ماه میرو                   | تاریخی-اسلامی                      | ۶۴۹۹      | ۱۳۸۱/۰۷/۰۷ |
| ۷۰   |     | بوشهر       | آثار قبور سر تل                                | تاریخی                             | ۶۵۰۰      | ۱۳۸۱/۰۷/۰۷ |
| ۷۱   |     | کنگان       | گور سیبویه                                     | اسلامی                             | ۶۵۰۱      | ۱۳۸۱/۰۷/۰۷ |
| ۷۲   |     | کنگان       | آرامگاه قبور صخره ای سیراف                     | ساسانی-اسلامی                      | ۶۵۰۲      | ۱۳۸۱/۰۷/۰۷ |
| ۷۳   |     | کنگان       | مسجد جامع سیراف                                | قرن ۲ هـ. ق                        | ۶۵۰۳      | ۱۳۸۱/۰۷/۰۷ |
| ۷۴   |     | گناوه       | تل برافتو                                      | تاریخی-اسلامی                      | ۶۵۰۴      | ۱۳۸۱/۰۷/۰۷ |
| ۷۵   |     | دشتستان     | آثار سد و بند دو دره                           | ساسانی                             | ۶۵۰۵      | ۱۳۸۱/۰۷/۰۷ |
| ۷۶   |     | دشتستان     | قلعه حسن علی بیگ                               | ساسانی                             | ۶۵۰۶      | ۱۳۸۱/۰۷/۰۷ |
| ۷۷   |     | دشتستان     | قصر دختر تنگ ارم                               | ساسانی                             | ۶۵۰۷      | ۱۳۸۱/۰۷/۰۷ |
| ۷۸   |     | دشتستان     | آتشکده چم نرگسی                                | ساسانی                             | ۶۵۰۸      | ۱۳۸۱/۰۷/۰۷ |
| ۷۹   |     | گناوه       | تل چیتو                                        | تاریخی-اسلامی                      | ۶۵۰۹      | ۱۳۸۱/۰۷/۰۷ |
| ۸۰   |     | گناوه       | تل گوری                                        | ساسانی-اسلامی                      | ۶۵۱۰      | ۱۳۸۱/۰۷/۰۷ |
| ۸۱   |     | بوشهر       | گورستان تاریخی امامزاده                        | پیش از اسلام                       | ۶۵۱۱      | ۱۳۸۱/۰۷/۰۷ |
| ۸۲   |     | گناوه       | پناهگاه مال قائد                               | مغول-ایلخانیان                     | ۶۵۱۲      | ۱۳۸۱/۰۷/۰۷ |
| ۸۳   |     | بوشهر       | محوطه تاریخی - فرهنگی چه باغ                   | تاریخی                             | ۶۵۱۳      | ۱۳۸۱/۰۷/۰۷ |
| ۸۴   |     | بوشهر       | کلیسای ارامنه گریگوری                          | قاجاریه                            | ۶۵۱۴      | ۱۳۸۱/۰۷/۰۷ |
| ۸۵   |     | گناوه       | محوطه تاریخی فرهنگی جابرج                      | ساسانی                             | ۶۵۱۵      | ۱۳۸۱/۰۷/۰۷ |
| ۸۶   |     | دشتستان     | آب انبارهای تنگ ارم                            | ساسانی                             | ۶۵۱۶      | ۱۳۸۱/۰۷/۰۷ |
| ۸۷   |     | بوشهر       | مسجد غریب                                      | قاجاریه                            | ۷۴۵۹      | ۱۳۸۱/۱۱/۱۲ |
| ۸۸   |     | بوشهر       | حسینیه حاج مریم                                | قاجاریه                            | ۷۴۶۰      | ۱۳۸۱/۱۱/۱۲ |
| ۸۹   |     | بوشهر       | خانه حاج ابراهیم چاپی                          | قاجاریه                            | ۷۴۶۱      | ۱۳۸۱/۱۱/۱۲ |
| ۹۰   |     | بوشهر       | خانه مهربان                                    | قاجاریه                            | ۷۴۶۲      | ۱۳۸۱/۱۱/۱۲ |
| ۹۱   |     | بوشهر       | خانه عبدالرسول جمالی                           | قاجاریه                            | ۷۴۶۳      | ۱۳۸۱/۱۱/۱۲ |
| ۹۲   |     | بوشهر       | ساختمان اداره امور اتباع خارجی                 | قاجاریه                            | ۷۴۶۴      | ۱۳۸۱/۱۱/۱۲ |
| ۹۳   |     | بوشهر       | عمارت کمندی                                    | قاجاریه                            | ۷۴۶۵      | ۱۳۸۱/۱۱/۱۲ |
| ۹۴   |     | بوشهر       | خانه فرح بخش                                   | قاجاریه                            | ۸۲۸۴      | ۱۳۸۲/۰۱/۲۴ |
| ۹۵   |     | بوشهر       | عمارت آسیایی                                   | قاجاریه                            | ۸۲۸۵      | ۱۳۸۲/۰۱/۲۴ |
| ۹۶   |     | بوشهر       | خانه نجفی                                      | قاجاریه                            | ۸۲۸۶      | ۱۳۸۲/۰۱/۲۴ |
| ۹۷   |     | دشتستان     | قلعه ملک منصور خان شبانکاره ای                 | قاجاریه                            | ۸۲۸۷      | ۱۳۸۲/۰۱/۲۴ |
| ۹۸   |     | بوشهر       | خانه ابراهیم امیری                             | قاجاریه                            | ۸۲۸۸      | ۱۳۸۲/۰۱/۲۴ |
| ۹۹   |     | بوشهر       | مسجد المهدی                                    | قاجاریه                            | ۸۳۹۵      | ۱۳۸۲/۰۲/۰۹ |
| ۱۰۰  |     | دشتستان     | قنات کت خاش                                    | ساسانی                             | ۸۳۹۶      | ۱۳۸۲/۰۲/۰۹ |
| ۱۰۱  |     | دشتی        | قلعه دختر لاور ساحلی                           | اسلامی                             | ۸۳۹۷      | ۱۳۸۲/۰۲/۰۹ |
| ۱۰۲  |     | دیر         | قلعه زندان                                     | ساسانی-قرون اولیه اسلامی           | ۸۳۹۸      | ۱۳۸۲/۰۲/۰۹ |
| ۱۰۳  |     | دشتستان     | بناهای تنگ شهداء                               | ساسانی                             | ۸۳۹۹      | ۱۳۸۲/۰۲/۰۹ |
| ۱۰۴  |     | دشتی        | آسیاب آبی گزکی                                 | قاجاریه                            | ۸۴۰۰      | ۱۳۸۲/۰۲/۰۹ |
| ۱۰۵  |     | دشتی        | قلعه داراب خان                                 | قاجاریه                            | ۸۴۰۱      | ۱۳۸۲/۰۲/۰۹ |
| ۱۰۶  |     | دیر         | چاه سنگی جبرانی ۱                              | ساسانی-اسلامی                      | ۸۴۰۲      | ۱۳۸۲/۰۲/۰۹ |
| ۱۰۷  |     | دیر         | چاه سنگی جبرانی ۲                              | اسلامی                             | ۸۴۰۳      | ۱۳۸۲/۰۲/۰۹ |
| ۱۰۸  |     | دیر         | آثار سنگی شاهزاده ابوالقاسم                    | اواخرساسانی-قرون اولیه اسلامی      | ۸۴۰۴      | ۱۳۸۲/۰۲/۰۹ |
| ۱۰۹  |     | دیر         | چاه رمیله                                      | ساسانی                             | ۸۴۰۵      | ۱۳۸۲/۰۲/۰۹ |
| ۱۱۰  |     | دشتستان     | آسیاب آبی تنگ فاریاب                           | قاجاریه                            | ۸۴۰۶      | ۱۳۸۲/۰۲/۰۹ |
| ۱۱۱  |     | بوشهر       | خانه رجب پور                                   | قاجاریه                            | ۸۵۰۰      | ۱۳۸۲/۰۲/۰۹ |
| ۱۱۲  |     | بوشهر       | خانه شهربانو رحیم پور                          | قاجاریه                            | ۹۱۰۳      | ۱۳۸۲/۰۳/۱۰ |
| ۱۱۳  |     | بوشهر       | عمارت تنگستانی                                 | قاجاریه                            | ۹۲۷۲      | ۱۳۸۲/۰۵/۰۷ |
| ۱۱۴  |     | بوشهر       | خانه صمیمی                                     | قاجاریه                            | ۹۲۷۶      | ۱۳۸۲/۰۵/۰۷ |
| ۱۱۵  |     | بوشهر       | خانه اداره اوقاف                               | قاجاریه                            | ۹۲۷۷      | ۱۳۸۲/۰۵/۰۷ |
| ۱۱۶  |     | بوشهر       | خانه حاج رئیس                                  | قاجاریه                            | ۹۲۷۸      | ۱۳۸۲/۰۵/۰۷ |
| ۱۱۷  |     | بوشهر       | خانه حاج ابراهیم صالحی مطلق                    | قاجاریه                            | ۹۲۷۹      | ۱۳۸۲/۰۵/۰۷ |
| ۱۱۸  |     | بوشهر       | خانه حسین کرمی                                 | قاجاریه                            | ۹۲۸۰      | ۱۳۸۲/۰۵/۰۷ |
| ۱۱۹  |     | بوشهر       | خانه سید حسام موسوی                            | قاجاریه                            | ۱۰۴۸۸     | ۱۳۸۲/۰۸/۰۲ |
| ۱۲۰  |     | بوشهر       | خانه رفیعی                                     | قاجاریه                            | ۱۰۴۸۹     | ۱۳۸۲/۰۸/۰۲ |
| ۱۲۱  |     | بوشهر       | خانه طایی                                      | قاجاریه                            | ۱۰۴۹۰     | ۱۳۸۲/۰۸/۰۲ |
| ۱۲۲  |     | بوشهر       | خانه محمد کاظم بناریان                         | قاجاریه                            | ۱۰۴۹۱     | ۱۳۸۲/۰۸/۰۲ |
| ۱۲۳  |     | دشتستان     | تل برج                                         | دوره ساسانی                        | ۱۶۲۳۸     | ۱۳۸۵/۰۸/۲۴ |
| ۱۲۴  |     | تنگستان     | تپه گل پختی                                    | دوره تاریخی (احتمالاً ایلامی)       | ۱۶۲۳۹     | ۱۳۸۵/۰۸/۲۴ |
| ۱۲۵  |     | دشتستان     | تپه امامزاده                                   | ساسانی                             | ۱۶۲۴۰     | ۱۳۸۵/۰۸/۲۴ |
| ۱۲۶  |     | دشتستان     | تپه خمینگه                                     | ساسانی                             | ۱۶۲۴۱     | ۱۳۸۵/۰۸/۲۴ |
| ۱۲۷  |     | دشتستان     | پناهگاه خیرک                                   | ساسانی                             | ۱۶۲۴۲     | ۱۳۸۵/۰۸/۲۴ |
| ۱۲۸  |     | دشتستان     | قبرستان رودفاریاب                              | دوره اسلامی                        | ۱۶۲۴۳     | ۱۳۸۵/۰۸/۲۴ |
| ۱۲۹  |     | دشتستان     | تل خندق کوچک                                   | دوره ساسانی                        | ۱۶۲۴۴     | ۱۳۸۵/۰۸/۲۴ |
| ۱۳۰  |     | دشتستان     | تل خندق بزرگ                                   | ساسانی                             | ۱۶۲۴۵     | ۱۳۸۵/۰۸/۲۴ |
| ۱۳۱  |     | دشتستان     | قلعه فتح‌الله بیگ                               | دوره قاجاریه                       | ۱۶۲۴۶     | ۱۳۸۵/۰۸/۲۴ |
| ۱۳۲  |     | دشتستان     | آرامگاه میراحمد                                | صفویه                              | ۱۶۲۴۷     | ۱۳۸۵/۰۸/۲۴ |
| ۱۳۳  |     | بوشهر       | عمارت هفته                                     | قاجاریه                            | ۱۶۲۴۸     | ۱۳۸۵/۰۸/۲۴ |
| ۱۳۴  |     | دشتستان     | کاروانسرای حسین‌آباد                            | ساسانی                             | ۱۶۲۴۹     | ۱۳۸۵/۰۸/۲۴ |
| ۱۳۵  |     | بوشهر       | خانه نوذری                                     | قاجاریه                            | ۱۶۲۵۰     | ۱۳۸۵/۰۸/۲۴ |
| ۱۳۶  |     | بوشهر       | خانه آذین                                      | قاجاریه                            | ۱۶۲۵۱     | ۱۳۸۵/۰۸/۲۴ |
| ۱۳۷  |     | دشتستان     | زندان سلیمان                                   | ساسانی                             | ۱۶۲۵۲     | ۱۳۸۵/۰۸/۲۴ |
| ۱۳۸  |     | دشتستان     | تل خندق (چهار طاق)                             | ساسانی                             | ۱۶۲۵۳     | ۱۳۸۵/۰۸/۲۴ |
| ۱۳۹  |     | دشتستان     | بقعه میر شاه فتحعلی                            | اوایل دوره اسلامی                  | ۱۶۲۵۵     | ۱۳۸۵/۰۸/۲۴ |
| ۱۴۰  |     | دشتستان     | آسیاب ابی دوقلو                                | دوره تاریخی                        | ۱۶۲۵۶     | ۱۳۸۵/۰۸/۲۴ |
| ۱۴۱  |     | دشتستان     | کوشک ساسانی خیرک                               | ساسانی                             | ۱۶۲۵۷     | ۱۳۸۵/۰۸/۲۴ |
| ۱۴۲  |     | دشتستان     | قبرستان چم کوشک                                | دوره اسلامی                        | ۱۶۲۵۸     | ۱۳۸۵/۰۸/۲۴ |
| ۱۴۳  |     | دشتستان     | کوشک حسین‌آباد                                  | ساسانی                             | ۱۶۲۵۹     | ۱۳۸۵/۰۸/۲۴ |
| ۱۴۴  |     | دشتستان     | تپه دو تلون                                    | ساسانی                             | ۱۶۲۶۰     | ۱۳۸۵/۰۸/۲۴ |
| ۱۴۵  |     | دشتستان     | محوطه تنگ ارم                                  | ساسانی                             | ۱۶۲۶۱     | ۱۳۸۵/۰۸/۲۴ |
| ۱۴۶  |     | دشتستان     | سد انارستان                                    | ساسانی                             | ۱۶۲۶۲     | ۱۳۸۵/۰۸/۲۴ |
| ۱۴۷  |     | دشتستان     | کاروانسرای بزپر                                | ساسانی                             | ۱۶۲۶۳     | ۱۳۸۵/۰۸/۲۴ |
| ۱۴۸  |     | دشتستان     | دو تپه اسماعیل‌آباد                             | ساسانی                             | ۱۶۲۶۴     | ۱۳۸۵/۰۸/۲۴ |
| ۱۴۹  |     | دشتستان     | تل بزرگ                                        | ساسانی                             | ۱۶۲۶۵     | ۱۳۸۵/۰۸/۲۴ |
| ۱۵۰  |     | دشتستان     | تپه کمه زرد                                    | ساسانی                             | ۱۶۲۶۶     | ۱۳۸۵/۰۸/۲۴ |
| ۱۵۱  |     | دشتستان     | تپه قلعه کهنه بوشکان                           | تاریخی                             | ۱۷۰۶۷     | ۱۳۸۵/۱۱/۰۸ |
| ۱۵۲  |     | دشتستان     | آسیاب ابی خیرک                                 | اسلامی                             | ۱۷۰۶۸     | ۱۳۸۵/۱۱/۰۸ |
| ۱۵۳  |     | دشتستان     | تل سوزو                                        | ساسانی                             | ۱۷۱۱۲     | ۱۳۸۵/۱۱/۰۸ |
| ۱۵۴  |     | دشتستان     | تل قاشی                                        | اواخر هزاره ۳ ق. م                 | ۱۷۱۱۳     | ۱۳۸۵/۱۱/۰۸ |
| ۱۵۵  |     | دشتستان     | تل مر                                          | تاریخی - هخامنشی                   | ۱۷۱۱۴     | ۱۳۸۵/۱۱/۰۸ |
| ۱۵۶  |     | دشتستان     | معدن سنگ تنگ گیر                               | هخامنشی                            | ۱۷۱۱۵     | ۱۳۸۵/۱۱/۰۸ |
| ۱۵۷  |     | عسلویه      | بقایای آبگبر ساسانی بندو                       | ساسانی                             | ۱۷۱۱۶     | ۱۳۸۵/۱۱/۰۸ |
| ۱۵۸  |     | دشتستان     | تل اسپید                                       | سا سانی                            | ۱۷۱۱۷     | ۱۳۸۵/۱۱/۰۸ |
| ۱۵۹  |     | عسلویه      | محوطه نایبند                                   | تاریخی - قرون اولیه اسلامی         | ۱۷۱۱۸     | ۱۳۸۵/۱۱/۰۸ |
| ۱۶۰  |     | دشتستان     | تپه باغ میرزا                                  | ساسانی - قرون اولیه اسلامی         | ۱۷۱۱۹     | ۱۳۸۵/۱۱/۰۸ |
| ۱۶۱  |     | دشتستان     | حمام حاج رضا                                   | قاجاریه                            | ۱۷۱۲۰     | ۱۳۸۵/۱۱/۰۸ |
| ۱۶۲  |     | بوشهر       | حسینیه الشهدا                                  | قاجاریه                            | ۱۷۱۲۱     | ۱۳۸۵/۱۱/۰۸ |
| ۱۶۳  |     | دشتستان     | محوطه امامزاده شاه صادق                        | ساسانی - اسلامی                    | ۱۷۱۲۲     | ۱۳۸۵/۱۱/۰۸ |
| ۱۶۴  |     | دشتستان     | تل خشتی                                        | تاریخی                             | ۱۷۱۲۳     | ۱۳۸۵/۱۱/۰۸ |
| ۱۶۵  |     | دشتستان     | تل پهن                                         | تاریخی                             | ۱۷۱۲۴     | ۱۳۸۵/۱۱/۰۸ |
| ۱۶۶  |     | دشتستان     | تپه سه تلو                                     | تاریخی                             | ۱۷۱۲۵     | ۱۳۸۵/۱۱/۰۸ |
| ۱۶۷  |     | دشتی        | امامزاده زین العابدین                          | ایلخانی                            | ۱۷۱۲۶     | ۱۳۸۵/۱۱/۰۸ |
| ۱۶۸  |     | بوشهر       | منزل دشتی                                      | قاجاریه                            | ۱۸۶۳۹     | ۱۳۸۵/۱۲/۲۸ |
| ۱۶۹  |     | بوشهر       | قبر ژنرال                                      | قاجاریه                            | ۱۸۶۴۰     | ۱۳۸۵/۱۲/۲۸ |
| ۱۷۰  |     | بوشهر       | خانه حیدرپور                                   | قاجاریه                            | ۱۸۶۴۱     | ۱۳۸۵/۱۲/۲۸ |
| ۱۷۱  |     | بوشهر       | خانه محمدعلی                                   | قاجاریه                            | ۱۸۶۴۲     | ۱۳۸۵/۱۲/۲۸ |
| ۱۷۲  |     | بوشهر       | منزل مهندسی                                    | اواخر قاجاریه                      | ۱۸۶۴۳     | ۱۳۸۵/۱۲/۲۸ |
| ۱۷۳  |     | بوشهر       | منزل رفیعی                                     | قاجاریه                            | ۱۸۶۴۴     | ۱۳۸۵/۱۲/۲۸ |
| ۱۷۴  |     | بوشهر       | منزل مشهد پور                                  | قاجاریه                            | ۱۸۶۴۵     | ۱۳۸۵/۱۲/۲۸ |
| ۱۷۵  |     | کنگان       | آسیاب آبی برکه چوپان                           | ساسانی                             | ۱۸۶۴۶     | ۱۳۸۵/۱۲/۲۸ |
| ۱۷۶  |     | بوشهر       | خانه علم الهدی (مشروطیت)                       | قاجاریه                            | ۱۸۶۴۷     | ۱۳۸۵/۱۲/۲۸ |
| ۱۷۷  |     | بوشهر       | بازار قدیم                                     | قاجاریه                            | ۱۸۶۴۸     | ۱۳۸۵/۱۲/۲۸ |
| ۱۷۸  |     | بوشهر       | خانه شناگر                                     | قاجاریه                            | ۱۸۶۴۹     | ۱۳۸۵/۱۲/۲۸ |
| ۱۷۹  |     | عسلویه      | آسیاب آبی بندو ۲                               | ساسانی                             | ۱۸۶۵۰     | ۱۳۸۵/۱۲/۲۸ |
| ۱۸۰  |     | دشتستان     | تپه امامزاده شاه نورالدین                      | تاریخی                             | ۱۸۶۵۱     | ۱۳۸۵/۱۲/۲۸ |
| ۱۸۱  |     | بوشهر       | خانه یهودا                                     | قاجاریه                            | ۱۸۶۵۲     | ۱۳۸۵/۱۲/۲۸ |
| ۱۸۲  |     | دشتستان     | مقبره قطب الدین                                | قرون اولیه اسلامی                  | ۱۸۶۵۳     | ۱۳۸۵/۱۲/۲۸ |
| ۱۸۳  |     | کنگان       | آسیاب آبی اختر                                 | قرون اولیه اسلامی                  | ۱۸۶۵۴     | ۱۳۸۵/۱۲/۲۸ |
| ۱۸۴  |     | عسلویه      | آب انبار بندو                                  | قاجاریه                            | ۱۸۶۵۵     | ۱۳۸۵/۱۲/۲۸ |
| ۱۸۵  |     | عسلویه      | سد بندو                                        | ساسانی                             | ۱۸۶۵۶     | ۱۳۸۵/۱۲/۲۸ |
| ۱۸۶  |     | عسلویه      | آسیاب آبی بندو ۱                               | ساسانی                             | ۱۸۶۵۷     | ۱۳۸۵/۱۲/۲۸ |
| ۱۸۷  |     | دشتستان     | امامزاده شیخ بهرست                             | قاجاریه                            | ۱۸۶۵۸     | ۱۳۸۵/۱۲/۲۸ |
| ۱۸۸  |     | دشتستان     | تپه نصرک                                       | تاریخی                             | ۱۸۶۵۹     | ۱۳۸۵/۱۲/۲۸ |
| ۱۸۹  |     | عسلویه      | قلعه شیخ کنعانی                                | اسلامی - قاجاریه                   | ۱۸۶۶۰     | ۱۳۸۵/۱۲/۲۸ |
| ۱۹۰  |     | کنگان       | کانالهای آبی اختر                              | ساسانی                             | ۱۸۶۶۱     | ۱۳۸۵/۱۲/۲۸ |
| ۱۹۱  |     | دشتستان     | امامزاده شاهزاده ابراهیم                       | قرن ۴ ه‍.ق                           | ۱۸۷۱۴     | ۱۳۸۵/۱۲/۲۸ |
| ۱۹۲  |     | کنگان       | خانه وایت هوس                                  | پهلوی                              | ۱۸۷۱۵     | ۱۳۸۵/۱۲/۲۸ |
| ۱۹۳  |     | بوشهر       | مسجد کوفه                                      | قاجاریه                            | ۱۸۷۱۶     | ۱۳۸۵/۱۲/۲۸ |
| ۱۹۴  |     | دشتستان     | آسیاب آبی مورد خیر                             | قاجاریه                            | ۱۸۷۱۷     | ۱۳۸۵/۱۲/۲۸ |
| ۱۹۵  |     | کنگان       | آب انبار اختر                                  | صدراسلام                           | ۱۸۷۱۸     | ۱۳۸۵/۱۲/۲۸ |
| ۱۹۶  |     | بوشهر       | خانه نعمتی                                     | قاجاریه                            | ۱۸۷۱۹     | ۱۳۸۵/۱۲/۲۸ |
| ۱۹۷  |     | بوشهر       | خانه رستمی                                     | قاجاریه                            | ۱۸۷۲۰     | ۱۳۸۵/۱۲/۲۸ |
| ۱۹۸  |     | دشتستان     | تپه قلعه جن                                    | ساسانی                             | ۱۸۷۲۱     | ۱۳۸۵/۱۲/۲۸ |
| ۱۹۹  |     | دشتی        | حسینیه درازی                                   | قاجاریه                            | ۱۸۷۲۲     | ۱۳۸۵/۱۲/۲۸ |
| ۲۰۰  |     | دشتی        | مسجد درازی                                     | قاجاریه                            | ۱۸۷۲۳     | ۱۳۸۵/۱۲/۲۸ |
| ۲۰۱  |     | دیلم        | امامزاده بی بی حلیمه                           | قاجاریه                            | ۱۸۷۲۴     | ۱۳۸۵/۱۲/۲۸ |
| ۲۰۲  |     | دشتستان     | آب انبار خان                                   | قاجاریه                            | ۱۸۷۲۵     | ۱۳۸۵/۱۲/۲۸ |
| ۲۰۳  |     | دشتستان     | آب انبار چم تنگ                                | قاجاریه                            | ۱۸۷۲۶     | ۱۳۸۵/۱۲/۲۸ |
| ۲۰۴  |     | دشتستان     | تپه چاوک                                       | تاریخی                             | ۱۸۷۲۷     | ۱۳۸۵/۱۲/۲۸ |
| ۲۰۵  |     | دشتستان     | زندان پرچونک                                   | صفویه                              | ۱۸۷۲۸     | ۱۳۸۵/۱۲/۲۸ |
| ۲۰۶  |     | دشتستان     | تل خندق بزپر                                   | تاریخی                             | ۱۸۷۲۹     | ۱۳۸۵/۱۲/۲۸ |
| ۲۰۷  |     | دشتستان     | تپه کر                                         | ساسانی                             | ۱۸۷۳۰     | ۱۳۸۵/۱۲/۲۸ |
| ۲۰۸  |     | عسلویه      | تپه کوتی                                       | قرون اولیه اسلامی                  | ۱۹۰۶۱     | ۱۳۸۶/۰۲/۲۰ |
| ۲۰۹  |     | بوشهر       | حسینیه روانان                                  | قاجاریه                            | ۲۱۳۳۹     | ۱۳۸۶/۱۲/۰۷ |
| ۲۱۰  |     | بوشهر       | حسینیه آل عصفور                                | قاجاریه                            | ۲۱۷۱۶     | ۱۳۸۶/۱۲/۰۷ |
| ۲۱۱  |     | دیلم        | امامزاده امام حسن                              | ایلخانی                            | ۲۲۱۶۹     | ۱۳۸۶/۱۲/۲۶ |
| ۲۱۲  |     | دیر         | بقایای قلعه گنوی                               | ساسانی                             | ۲۲۱۷۰     | ۱۳۸۶/۱۲/۲۶ |
| ۲۱۳  |     | دیر         | چاه‌های آب بردستان                              | قرون میانه اسلامی                  | ۲۲۱۷۱     | ۱۳۸۶/۱۲/۲۶ |
| ۲۱۴  |     | دشتستان     | تپه قله سوزو                                   | ساسانی                             | ۲۲۱۷۲     | ۱۳۸۶/۱۲/۲۶ |
| ۲۱۵  |     | تنگستان     | بقعه میر محمد اهرم                             | قاجاریه                            | ۲۲۱۷۳     | ۱۳۸۶/۱۲/۲۶ |
| ۲۱۶  |     | دیر         | تل سوزو دیر                                    | قرون اولیه اسلامی                  | ۲۲۱۷۴     | ۱۳۸۶/۱۲/۲۶ |
| ۲۱۷  |     | بوشهر       | امامزاده محمدباقر                              | قاجاریه                            | ۲۲۱۷۵     | ۱۳۸۶/۱۲/۲۶ |
| ۲۱۸  |     | بوشهر       | بقعه بی بی زلیخا                               | قاجاریه                            | ۲۲۱۷۶     | ۱۳۸۶/۱۲/۲۶ |
| ۲۱۹  |     | بوشهر       | حسینیه حاج واسلی                               | قاجاریه                            | ۲۲۱۷۷     | ۱۳۸۶/۱۲/۲۶ |
| ۲۲۰  |     | دشتی        | بقعه صفا انگیز                                 | ایلخانی                            | ۲۲۱۷۸     | ۱۳۸۶/۱۲/۲۶ |
| ۲۲۱  |     | دیر         | آسیاب آبی گنوی                                 | ساسانی                             | ۲۲۱۷۹     | ۱۳۸۶/۱۲/۲۶ |
| ۲۲۲  |     | بوشهر       | عمارت کلاه فرنگی بوشهر                         | قاجاریه                            | ۲۲۱۸۰     | ۱۳۸۶/۱۲/۲۶ |
| ۲۲۳  |     | دیر         | محوطه بردو                                     | ساسانی - قرون اولیه اسلامی         | ۲۲۱۸۱     | ۱۳۸۶/۱۲/۲۶ |
| ۲۲۴  |     | دشتی        | بقعه شاه اسماعیل                               | ایلخانی                            | ۲۲۱۸۲     | ۱۳۸۶/۱۲/۲۶ |
| ۲۲۵  |     | دیر         | آب انبار سرمستان                               | قرون اولیه اسلامی                  | ۲۲۱۸۳     | ۱۳۸۶/۱۲/۲۶ |
| ۲۲۶  |     | بوشهر       | عمارت بانک شاهی                                | قاجاریه                            | ۲۲۲۳۸     | ۱۳۸۶/۱۲/۲۶ |
| ۲۲۷  |     | بوشهر       | بقعه سید عبدالجبار                             | قرون میانه اسلامی                  | ۲۳۳۱۷     | ۱۳۸۷/۰۶/۱۸ |
| ۲۲۸  |     | جم          | غار تل ۳                                       | پارینه سنگی                        | ۲۳۳۱۸     | ۱۳۸۷/۰۶/۱۸ |
| ۲۲۹  |     | کنگان       | آرامگاهای گروهی سیراف                          | قرون اولیه اسلامی                  | ۲۳۳۱۹     | ۱۳۸۷/۰۶/۱۸ |
| ۲۳۰  |     | گناوه       | مسجد چهار روستایی                              | قرون متاخراسلامی                   | ۲۳۳۲۰     | ۱۳۸۷/۰۶/۱۸ |
| ۲۳۱  |     | کنگان       | آسیاب آبی سیراف                                | قرون اولیه اسلامی                  | ۲۳۳۲۱     | ۱۳۸۷/۰۶/۱۸ |
| ۲۳۲  |     | جم          | برکه نیشترو                                    | ساسانی                             | ۲۳۳۲۲     | ۱۳۸۷/۰۶/۱۸ |
| ۲۳۳  |     | کنگان       | قورخانه شهر طاهری                              | قرون متاخر اسلامی                  | ۲۳۳۲۳     | ۱۳۸۷/۰۶/۱۸ |
| ۲۳۴  |     | جم          | برکه تل قلعه                                   | ساسانی                             | ۲۳۳۲۴     | ۱۳۸۷/۰۶/۱۸ |
| ۲۳۵  |     | کنگان       | آب انبار تل گنبد سیراف                         | قرون اولیه اسلامی                  | ۲۳۳۲۵     | ۱۳۸۷/۰۶/۱۸ |
| ۲۳۶  |     | کنگان       | کاخ دره لیر                                    | قرون اولیه اسلامی                  | ۲۳۳۲۶     | ۱۳۸۷/۰۶/۱۸ |
| ۲۳۷  |     | کنگان       | خانه‌های اعیانی سیراف                           | قرون اولیه اسلامی                  | ۲۳۳۲۷     | ۱۳۸۷/۰۶/۱۸ |
| ۲۳۸  |     | کنگان       | آبگیر دره لیر سیراف                            | قرون اولیه اسلامی                  | ۲۳۳۲۸     | ۱۳۸۷/۰۶/۱۸ |
| ۲۳۹  |     | دیر         | بقعه بی بی دولت                                | قرون متاخر اسلامی                  | ۲۳۳۲۹     | ۱۳۸۷/۰۶/۱۸ |
| ۲۴۰  |     | کنگان       | کوره سفال                                      | قرون ۷ ه‍.ق                          | ۲۳۳۳۰     | ۱۳۸۷/۰۶/۱۸ |
| ۲۴۱  |     | کنگان       | بقعه قطب الدین سیراف                           | قرون میانی اسلامی                  | ۲۳۳۳۱     | ۱۳۸۷/۰۶/۱۸ |
| ۲۴۲  |     | کنگان       | تل گنبد سیراف                                  | قرون اولیه اسلامی                  | ۲۳۳۳۲     | ۱۳۸۷/۰۶/۱۸ |
| ۲۴۳  |     | دشتستان     | آب انبار عیسوند                                | قرون متاخر اسلامی                  | ۲۳۳۳۳     | ۱۳۸۷/۰۶/۱۸ |
| ۲۴۴  |     | کنگان       | مسجد امام حسن بصری                             | قرن ۷ ه‍.ق                           | ۲۳۳۳۴     | ۱۳۸۷/۰۶/۱۸ |
| ۲۴۵  |     | بوشهر       | چاه یا کره انگوری                              | ساسانی                             | ۲۳۳۳۵     | ۱۳۸۷/۰۶/۱۸ |
| ۲۴۶  |     | کنگان       | آب انبار درلیر سیراف                           | قرون اولیه اسلامی                  | ۲۳۳۳۶     | ۱۳۸۷/۰۶/۱۸ |
| ۲۴۷  |     | کنگان       | چاه‌های صخره ای شیلاو سیراف                     | قرون اولیه اسلامی                  | ۲۳۶۵۲     | ۱۳۸۷/۰۸/۲۵ |
| ۲۴۸  |     | کنگان       | چاه‌های صخره ای لیر سیراف                       | قرون اولیه اسلامی                  | ۲۳۶۵۳     | ۱۳۸۷/۰۸/۲۵ |
| ۲۴۹  |     | بوشهر       | کتیبه هخامنشی جزیره خارک                       | هخامنشی                            | ۲۳۶۵۴     | ۱۳۸۷/۰۸/۲۵ |
| ۲۵۰  |     | کنگان       | چاه‌های صخره ای سیمی دون سیراف                  | قرون اولیه اسلامی                  | ۲۳۶۵۵     | ۱۳۸۷/۰۸/۲۵ |
| ۲۵۱  |     | کنگان       | چاه‌های صخره ای دره کنارک سیراف                 | قرون اولیه اسلامی                  | ۲۳۶۵۶     | ۱۳۸۷/۰۸/۲۵ |
| ۲۵۲  |     | جم          | سیل‌بند چم چشمه                                 | ساسانی - قرون اولیه و میانه اسلامی | ۲۳۸۶۴     | ۱۳۸۷/۰۸/۲۵ |
| ۲۵۳  |     | جم          | بند گلو کلات                                   | ساسانی                             | ۲۳۸۶۵     | ۱۳۸۷/۰۸/۲۵ |
| ۲۵۴  |     | جم          | قنات پدری                                      | ساسانی                             | ۲۳۸۶۸     | ۱۳۸۷/۰۸/۲۵ |
| ۲۵۵  |     | جم          | سیل‌بند کوری                                    | ساسانی                             | ۲۳۸۶۹     | ۱۳۸۷/۰۸/۲۵ |
| ۲۵۶  |     | جم          | قنات پدری                                      | ساسانی                             | ۲۳۸۶۸     | ۱۳۸۷/۰۸/۲۵ |
| ۲۵۷  |     | جم          | آسیاب آبی بنگو                                 | تاریخی                             | ۲۹۳۶۲     | ۱۳۸۸/۱۱/۱۳ |
| ۲۵۸  |     | جم          | برکه دشت اندی                                  | ساسانی                             | ۲۹۳۶۱     | ۱۳۸۸/۱۱/۱۳ |
| ۲۵۹  |     | جم          | سد چه بند                                      | ساسانی                             | ۲۹۳۶۰     | ۱۳۸۸/۱۱/۱۳ |
| ۲۶۰  |     | جم          | آسیاب آبی میر معما                             | ساسانی                             | ۲۹۳۵۶     | ۱۳۸۸/۱۱/۱۳ |
| ۲۶۱  |     | جم          | آسیاب آبی دایو                                 | ساسانی                             | ۲۹۳۵۵     | ۱۳۸۸/۱۱/۱۳ |
| ۲۶۲  |     | جم          | قلعه شاه جمشید گیر کلات                        | ساسانی                             | ۲۹۳۵۴     | ۱۳۸۸/۱۱/۱۳ |
| ۲۶۳  |     | جم          | برکه میر معما                                  | ساسانی                             | ۲۹۳۵۳     | ۱۳۸۸/۱۱/۱۳ |
| ۲۶۴  |     | جم          | قلعه سی سواران                                 | ساسانی                             | ۲۹۳۵۲     | ۱۳۸۸/۱۱/۱۳ |
| ۲۶۵  |     | جم          | سد دایو                                        | ساسانی                             | ۲۹۳۵۷     | ۱۳۸۸/۱۱/۱۳ |
| ۲۶۶  |     | جم          | قنات‌های کتو تشان                               | ساسانی                             | ۲۹۳۵۹     | ۱۳۸۸/۱۱/۱۳ |
| ۲۶۷  |     | جم          | سد میر معما                                    | ساسانی                             | ۲۹۳۵۸     | ۱۳۸۸/۱۱/۱۳ |
| ۲۶۸  |     | بوشهر       | خانه خاتمی فرد                                 | قاجاریه                            | ۲۹۵۵۳     | ۱۳۸۹/۱۱/۱۹ |
| ۲۶۹  |     | بوشهر       | قبرستان هلیله                                  | صفویه، قاجاریه                     | ۲۹۵۸۳     | ۱۳۸۹/۱۱/۱۹ |
| ۲۷۰  |     | بوشهر       | تپه قبرستان گلنگون                             | هزارهدوم قبل از میلاد              | ۲۹۵۸۴     | ۱۳۸۹/۱۱/۱۹ |
| ۲۷۱  |     | بوشهر       | قنات‌های جزیره خارک                             | ساسانی                             | ۳۰۳۴۵     | ۱۳۹۰/۰۲/۲۳ |
| ۲۷۲  |     | بوشهر       | خانه محمودیه                                   | قاجاریه                            | ۳۰۴۱۰     | ۱۳۹۰/۰۲/۲۳ |
| ۲۷۳  |     | بوشهر       | خانه جهانفرد                                   | قاجاریه                            | ۳۰۶۶۵     | ۱۳۹۰/۱۰/۸  |
| ۲۷۴  |     | بوشهر       | خانه و ساباط شیرازی                            | قاجاریه                            | ۳۰۷۱۴     | ۱۳۹۰/۱۰/۸  |
| ۲۷۵  |     | بوشهر       | خانه علوی                                      | قاجاریه                            | ۳۰۷۱۳     | ۱۳۹۰/۱۰/۸  |
| ۲۷۶  |     | بوشهر       | مسجد ملک                                       | قاجاریه                            | ۳۰۷۱۲     | ۱۳۹۰/۱۰/۰۸ |
| ۲۷۷  |     | جم          | مسجد جامع ریز                                  | قاجاریه                            | ۳۰۷۱۵     | ۱۳۹۰/۱۰/۸  |
| ۲۷۸  |     | بوشهر       | خانه جعفری                                     | قاجاریه                            | ۳۰۹۳۶     | ۱۳۹۱/۰۶/۱۶ |
| ۲۷۹  |     | بوشهر       | خانه سیاکی                                     | قاجاریه                            | ۳۰۹۳۹     | ۱۳۹۱/۰۶/۱۶ |
| ۲۸۰  |     | بوشهر       | خانه علم بلادی                                 | قاجاریه                            | ۳۰۹۳۸     | ۱۳۹۱/۰۶/۱۶ |
| ۲۸۱  |     | بوشهر       | تجارتخانه ایرانی                               | قاجاریه                            | ۳۰۹۳۷     | ۱۳۹۱/۰۶/۱۶ |
| ۲۸۲  |     | بوشهر       | سازه‌های آبی سیمیدون                            | قرون اولیه                         | ۳۰۹۳۵     | ۱۳۹۰/۰۶/۱۶ |
| ۲۸۳  |     | دشتی        | مسجد جامع کاکی                                 | قاجاریه                            | ۳۰۷۷۹     | ۱۳۹۰/۱۰/۸  |
| ۲۸۴  |     | بوشهر       | مسجد شنبدی                                     | قاجاریه                            | ۳۱۱۰۷     | ۱۳۹۳/۰۶/۱۲ |
| ۲۸۵  |     | بوشهر       | عمارت رشیدی                                    | قاجاریه                            | ۳۱۰۹۰     | ۱۳۹۳/۰۵/۰۱ |
| ۲۸۶  |     | گناوه       | مسجد بابو (عبدالوهاب)                          | قاجاریه                            | ۳۱۵۲۸     | ۱۳۹۵/۰۴/۰۱ |
| ۲۸۷  |     | بوشهر       | عمارت طبیب ۲                                   | قاجاریه                            | ۳۱۵۲۵     | ۱۳۹۵/۰۴/۰۱ |
| ۲۸۸  |     | بوشهر       | حسینیه ریشهر (امام حسن)                        | قاجاریه                            | ۳۱۵۲۷     | ۱۳۹۵/۰۴/۰۱ |

## فهرست آثار ثبتی ناملموس
همچنین استان بوشهر دارای ۴۳ اثر ثبتی ناملموس می‌باشد.
| ردیف | نام استان | اثر                                                       | شماره ثبت  | تاریخ ثبت  |
| ---- | --------- | --------------------------------------------------------- | ---------- | ---------- |
| ۱    | بوشهر     | مراسم تعزیه                                               | ۱/۱۹/۱۹۰۰  | ۱۳۸۷/۱۱/۲۶ |
| ۲    | بوشهر     | مراسم زار                                                 | ۲/۲/۱۹۰۰   | ۱۳۸۸/۰۲/۲۸ |
| ۳    | بوشهر     | مراسم حیات حاجی                                           | ۲/۲۰/۱۹۰۰  | ۱۳۸۸/۰۹/۲۸ |
| ۴    | بوشهر     | سنت دم دم سحری                                            | ۵/۱۳/۱۹۰۰  | ۱۳۸۹/۳/۵   |
| ۵    | بوشهر     | سینه زنی بوشهر                                            | ۶/۸/۱۹۰۰   | ۱۳۸۹/۳/۵   |
| ۶    | بوشهر     | عبا باقی                                                  | ۶/۲۳/۱۹۰۰  | ۱۳۸۹/۱۱/۱۸ |
| ۷    | بوشهر     | بازی هله هله گرگ چمبری                                    | ۷/۲۳/۱۹۰۰  | ۱۳۹۰/۳/۲۴  |
| ۸    | بوشهر     | بازی سول                                                  | ۷/۲۴/۱۹۰۰  | ۱۳۹۰/۳/۲۴  |
| ۹    | بوشهر     | شروه خوانی                                                | ۷/۲۵/۱۹۰۰  | ۱۳۹۰/۳/۲۴  |
| ۱۰   | بوشهر     | آیین‌های ازدواج در بوشهر                                   | ۹/۱۹/۱۹۰۰  | ۱۳۹۰/۰۸/۲۸ |
| ۱۱   | بوشهر     | مهارت پخت نان در بوشهر                                    | ۱۰/۱۸/۱۹۰۰ | ۱۳۹۰/۰۸/۲۸ |
| ۱۲   | بوشهر     | طب سنتی در بوشهر                                          | ۱۱/۱۶/۱۹۰۰ | ۱۳۹۰/۰۸/۲۸ |
| ۱۳   | بوشهر     | مهارت دوخت پوشاک سنتی در بوشهر                            | ۱۲/۱۱/۱۹۰۰ | ۱۳۹۰/۰۸/۲۸ |
| ۱۴   | بوشهر     | موسیقی سنتی در بوشهر                                      | ۱/۱/۱۹۰۱   | ۱۳۹۰/۰۸/۲۸ |
| ۱۵   | بوشهر     | علم کشون خورموج                                           | ۳/۳/۱۹۰۱   | ۱۳۹۰/۱۰/۰۶ |
| ۱۶   | بوشهر     | علم گردان درودگاه                                         | ۳/۴/۱۹۰۱   | ۱۳۹۰/۱۰/۰۶ |
| ۱۷   | بوشهر     | نون پوشی                                                  | ۳/۵/۱۹۰۱   | ۱۳۹۰/۱۰/۰۶ |
| ۱۸   | بوشهر     | مراسم مخ تک (گهواره علی اصغر)                             | ۹/۱/۱۹۰۱   | ۱۳۹۱/۰۹/۲۲ |
| ۱۹   | بوشهر     | مراسم شب یازدهم در روستای هلیله بوشهر                     | ۹/۲/۱۹۰۱   | ۱۳۹۱/۰۹/۲۲ |
| ۲۰   | بوشهر     | مراسم آئینی و مذهبی دمام بوشهر                            | ۹/۳/۱۹۰۱   | ۱۳۹۱/۰۹/۲۲ |
| ۲۱   | بوشهر     | مراسم شهید کردن علم                                       | ۹/۴/۱۹۰۱   | ۱۳۹۱/۰۹/۲۲ |
| ۲۲   | بوشهر     | مهارت گرگور بافی خلیج فارس                                | ۲/۱۹/۱۹۰۲  | ۱۳۹۱/۱۱/۰۴ |
| ۲۳   | بوشهر     | مهارت ساخت آلت موسیقی، مذهبی دمام                         | ۲/۲۰/۱۹۰۲  | ۱۳۹۱/۱۱/۰۴ |
| ۲۴   | بوشهر     | فن ساخت ساز نی انبان بوشهر                                | ۲/۲۱/۱۹۰۲  | ۱۳۹۱/۱۱/۰۴ |
| ۲۵   | بوشهر     | طب سنتی تابه گرمک                                         | ۲/۲۲/۱۹۰۲  | ۱۳۹۱/۱۱/۰۴ |
| ۲۶   | بوشهر     | طب سنتی کندو                                              | ۲/۲۳/۱۹۰۲  | ۱۳۹۱/۱۱/۰۴ |
| ۲۷   | بوشهر     | خیام خوانی (خیامی) بوشهر                                  | ۱۲/۱۳/۱۹۰۲ | ۱۱/۱۵/۱۹۹۳ |
| ۲۸   | بوشهر     | چیستان کیدونه چکه میدون                                   | ۳/۲۱/۱۹۰۰  | ۱۱/۱۵/۱۹۹۳ |
| ۲۹   | بوشهر     | هنر بافت گبه خودرنگ شول گناوه                             | ۱۲/۱۲/۱۹۰۲ | ۱۱/۱۵/۱۹۹۳ |
| ۳۰   | بوشهر     | ساخت ساز موسیقی، مذهبی سنج                                | ۱۲/۱۴/۱۹۰۲ | ۱۱/۱۵/۱۹۹۳ |
| ۳۱   | بوشهر     | نی مه‌ها آواها و نواهای دریایی بوشهر                       | ۱۲۰۹       | ۱۳۹۵/۰۳/۰۵ |
| ۳۲   | بوشهر     | فرهنگ پخت هریسه در شهر شنبه                               | ۱۲۱۰       | ۱۳۹۵/۰۳/۰۵ |
| ۳۳   | بوشهر     | چال پشکل‌ها بازی محلی روستاهای بندر ریگ                    | ۱۲۱۱       | ۱۳۹۵/۰۳/۰۵ |
| ۳۴   | بوشهر     | یزله‌ها موسیقی فولکلور (محلی) بوشهر                        | ۱۲۱۲       | ۱۳۹۵/۰۳/۰۵ |
| ۳۵   | بوشهر     | حصیر بافی بوشهر                                           | ۱۲۱۳       | ۱۳۹۵/۰۳/۰۵ |
| ۳۶   | بوشهر     | مراسم آئینی خاکسپاری شهیدان کربلا                         | ۱۲۱۴       | ۱۳۹۵/۰۳/۰۵ |
| ۳۷   | بوشهر     | مراسم پامنبری                                             | ۱۲۱۵       | ۱۳۹۵/۰۳/۰۵ |
| ۳۸   | بوشهر     | گره گشو با مراسم آئینی تولد امام حسن (ع) در پانزدهم رمضان | ۱۲۱۶       | ۱۳۹۵/۰۳/۰۵ |
| ۳۹   | بوشهر     | آئین گندم کوبی در شبانکاره                                | ۱۲۱۷       | ۱۳۹۵/۰۳/۰۵ |
| ۴۰   | بوشهر     | فرهنگ پخت آش بوشهری در مراسم سوگواری                      | ۱۲۱۸       | ۱۳۹۵/۰۳/۰۵ |
| ۴۱   | بوشهر     | نخ ریسی و عبابافی بوشهر                                   | ۱۷۵        | ۱۳۹۵/۰۳/۰۵ |
| ۴۲   | بوشهر     | هیا مظلوم یابر حیدری                                      | ۱۲۱۹       | ۱۳۹۵/۰۳/۰۵ |
| ۴۳   | بوشهر     | بازی چوکیلی                                               | ۱۲۲۰       |            |